# Tonček Štern
Tonček Štern (Maribor, 14 novembre 1995) è un pallavolista sloveno, opposto dell'ACH Volley.

## Carriera

### Club
La carriera di Tonček Štern comincia nella stagione 2013-14 quando viene ingaggiato dal Kamnik, nella 1. DOL slovena, club a cui resta legato per tre annate, vincendo la Coppa di Slovenia 2015-16.
Nella stagione 2016-17 si trasferisce in Italia, nel BluVolley Verona, in Superlega, stessa categoria dove milita anche nella stagione successiva con la Top Volley Latina: terminate le competizioni con la squadra pontina, conclude l'annata all'Al-Arabi. Nella stagione 2019-20 firma per i polacchi del Visła Bydgoszcz, in Polska Liga Siatkówki: a campionato in corso, tuttavia, viene ceduto all'Halkbank, nella Efeler Ligi turca, dove conclude l'annata.
Nella stagione 2020-21 ritorna nella Superlega italiana vestendo la maglia del Padova, categoria dove milita anche in quella successiva, passando alla You Energy, mentre nell'annata 2022-23 è di scena nella Volley League greca, ingaggiato dall'Olympiakos, con cui si aggiudica una Challenge Cup, due scudetti, ottenendo in entrambe le occasioni il riconoscimento di miglior opposto, e una coppa nazionale.
Dopo due annate con la formazione greca, torna per la stagione 2024-25 nel massimo campionato turco, dove con la maglia dello Ziraat Bankası conquista la Coppa CEV e lo scudetto. L'annata successiva fa rientro in patria firmando per l'ACH Volley.

### Nazionale
Dal 2013 al 2016 viene convocato nelle varie categorie delle nazionali giovanili slovene.
Nel 2014 ottiene le prime convocazioni nella nazionale maggiore. Nel 2019 vince la medaglia d'oro alla Volleyball Challenger Cup e quella d'argento al campionato europeo, bissata anche nell'edizione 2021.

## Palmarès

### Club
- Campionato greco: 2

2022-23, 2023-24
- Campionato turco: 1

2024-25
- Coppa di Slovenia: 1

2015-16
- Coppa di Grecia: 1

2023-24
- Coppa CEV: 1

2024-25
- Challenge Cup: 1

2022-23

### Nazionale (competizioni minori)
- Volleyball Challenger Cup 2019

### Premi individuali
- 2014 - Campionato europeo under 20: Miglior attaccante
- 2023 - Volley League: Miglior opposto
- 2024 - Volley League: Miglior opposto